# How You Remind Me
«How You Remind Me» (en español: «Cómo me recuerdas») es una power ballad grabada e interpretada por la banda canadiense de hard rock Nickelback. Fue lanzado el 13 de agosto de 2001 como el primer sencillo de su tercer álbum de estudio, Silver Side Up (2001). Es la canción más exitosa de la banda, al haber alcanzado la primera ubicación en las listas musicales de los Estados Unidos, Austria, Dinamarca e Irlanda. Mientras que se colocó en las diez primeras posiciones de Australia y Nueva Zelanda, así como en varios países europeos tales como el Reino Unido, Alemania, Bélgica (Flandes y Valonia), Noruega, Países Bajos, Suecia y Suiza.
Debido a sus ventas y su alta rotación, la canción lideró la lista anual del 2002 del Billboard Hot 100 de los Estados Unidos. Fue certificado con el disco de oro por la Recording Industry Association of America (RIAA) en 2005, por la venta de más de 500 000 copias, y para finales de 2010 se habían vendido alrededor de 860 000 copias en total.
La canción fue la más difundida de la década de los 2000's por las radios estadounidenses de la década según Nielsen Soundscan, después de haber sonado aproximadamente 1 200 000 veces en las radioemisoras de Estados Unidos desde su lanzamiento en agosto de 2001. Además fue nombrada como la cuarta mejor canción en la lista decenal del Billboard Hot 100 y número 75 en la decenal del Reino Unido. Fue nominado en los premios que otorga la revista Kerrang! al Mejor sencillo en 2002 y en 2003 a los premios Grammy en la categoría Mejor grabación del año.
El líder del grupo, el cantante y guitarrista Chad Kroeger compuso la canción en referencia a su exnovia Jodi, con la que tuvo una relación disfuncional.

## Video musical
El video fue dirigido por The Brothers Strause. En él, Chad Kroeger, desempeña el papel de un hombre abandonado por su novia (interpretada por la modelo Annie Henley), que aún sigue recordando e imaginándose a ella en cualquier lugar.

## Versiones
- El cantante suizo Daniel Kandlbauer, también conocido por ser finalista del reality show MusicStars realizó su versión en 2005.[8]
- La cantante canadiense de pop punk Avril Lavigne, que a su vez es expareja de Chad Kroeger grabó su versión para la banda sonora de la película de anime One Piece Film: Z. La canción fue lanzada únicamente en Japón el 11 de diciembre de 2012, en formato digital.[9] También fue incluida en su homónimo quinto álbum de estudio editado en noviembre de 2013, a manera de bonus track.

## Lista de canciones
Sencillo en CD
1. «How You Remind Me» (Versión del álbum) – 3:45
2. «How You Remind Me» (Versión acústica) – 3:39
3. «Little Friend» – 3:48

CD maxisencillo
1. «How You Remind Me» (Gold Mix) – 3:45
2. «How You Remind Me» (LP Versión) – 3:30
3. «Little Friend» – 3:48
4. «How You Remind Me» (Video musical)

Sencillo en CD
1. «How You Remind Me» (Gold Mix) – 3:43
2. «Yanking Out My...» – 3:36
3. «Leader Of Men» – 3:29
4. «Leader Of Men» (Video musical)

## Posicionamiento en listas y certificaciones
| Lista (2001-02-05)                       | Mejor posición |
| ---------------------------------------- | -------------- |
| Alemania (Media Control AG)              | 3              |
| Argentina (Top 20)                       | 2              |
| Australia (ARIA)                         | 2              |
| Austria (Ö3 Austria Top 40)              | 1              |
| Bélgica (Flandes) (Ultratop 50)          | 2              |
| Bélgica (Valonia) (Ultratop 50)          | 4              |
| Brasil (Top 20)                          | 3              |
| Canadá (Nielsen SoundScan)               | 1              |
| Chile (Top 20)                           | 11             |
| República Checa (Rádio – Top 100)        | 96             |
| Dinamarca (Tracklisten)                  | 1              |
| Escocia (Scottish Singles Chart)         | 4              |
| Estados Unidos (Billboard Hot 100)       | 1              |
| Estados Unidos (Adult Pop Songs)         | 2              |
| Estados Unidos (Modern Rock Tracks)      | 1              |
| Estados Unidos (Mainstream Rock)         | 1              |
| Estados Unidos (Top 40 Mainstream)       | 1              |
| Estados Unidos (Adult Alternative Songs) | 11             |
| Eurochart Hot 100                        | 2              |
| Finlandia (OFC)                          | 18             |
| Francia (SNEP)                           | 11             |
| Irlanda (IRMA)                           | 1              |
| Italia (FIMI)                            | 14             |
| Noruega (VG-lista)                       | 4              |
| Nueva Zelanda (Recorded Music NZ)        | 4              |
| Países Bajos (Dutch Top 40)              | 7              |
| Polonia (Polish Singles Chart)           | 1              |
| Reino Unido (UK Singles Chart)           | 4              |
| Rumania (Romanian Top 100)               | 13             |
| Rusia (Top Airplay)                      | 13             |
| Suecia (Sverigetopplistan)               | 4              |
| Suiza (Schweizer Hitparade)              | 3              |

| País           | Lista (2001)           | Posición |
| -------------- | ---------------------- | -------- |
| Australia      | ARIA Singles Chart     | 18       |
| Brasil         | Crowley                | 86       |
| Canadá         | Nielsen BDS Radio      | 12       |
| Estados Unidos | Adult Top 40           | 98       |
| Estados Unidos | Mainstream Rock Tracks | 9        |
| Estados Unidos | Modern Rock Tracks     | 13       |
| Países Bajos   | Nederlandse Top 40     | 87       |

| País           | Lista (2002)           | Posición |
| -------------- | ---------------------- | -------- |
| Alemania       | Media Control Charts   | 14       |
| Australia      | ARIA Singles Chart     | 48       |
| Austria        | Austrian Singles Chart | 6        |
| Bélgica        | Ultratop flamenca      | 17       |
| Bélgica        | Ultratop valona        | 56       |
| Brasil         | Crowley                | 17       |
| Estados Unidos | Billboard Hot 100      | 1        |
| Estados Unidos | Adult Top 40           | 2        |
| Estados Unidos | Mainstream Rock Tracks | 6        |
| Estados Unidos | Mainstream Top 40      | 1        |
| Estados Unidos | Modern Rock Tracks     | 16       |
| Europa         | Eurochart Hot 100      | 4        |
| Francia        | French Singles Chart   | 98       |
| Irlanda        | Irish Singles Chart    | 8        |
| Nueva Zelanda  | Recorded Music NZ      | 31       |
| Países Bajos   | Nederlandse Top 40     | 16       |
| Reino Unido    | UK Singles Chart       | 12       |
| Suecia         | Sverigetopplistan      | 9        |
| Suiza          | Schweizer Hitparade    | 13       |

| País           | Lista (2000–2009)       | Posición |
| -------------- | ----------------------- | -------- |
| Australia      | ARIA Singles Chart      | 68       |
| Estados Unidos | Billboard Hot 100       | 4        |
| Estados Unidos | Mainstream Top 40       | 3        |
| Reino Unido    | Official Charts Company | 75       |

| País           | Lista             | Posición |
| -------------- | ----------------- | -------- |
| Estados Unidos | Billboard Hot 100 | 45       |

### Certificaciones
| País           | Organismo certificador | Certificación | Simbolización | Ventas    | Ref.   |
| -------------- | ---------------------- | ------------- | ------------- | --------- | ------ |
| Alemania       | BVMI                   | Oro           | ●             | 150 000   | [ 69 ] |
| Australia      | ARIA                   | 3× Platino    | 3▲            | 210 000   | [ 70 ] |
| Austria        | IFPI Austria           | Oro           | ●             | 15 000    | [ 71 ] |
| Bélgica        | BEA                    | Oro           | ●             | 20 000    | [ 72 ] |
| Dinamarca      | IFPI Dinamarca         | Platino       | ▲             | 90 000    | [ 73 ] |
| España         | PROMUSICAE             | Oro           | ●             | 30 000    | [ 74 ] |
| Estados Unidos | RIAA                   | 4× Platino    | 4▲            | 4 000     | [ 2 ]  |
| Francia        | SNEP                   | Oro           | ●             | 125 000   | [ 75 ] |
| Italia         | FIMI                   | Platino       | ▲             | 50 000    | [ 76 ] |
| Reino Unido    | BPI                    | 3× Platino    | 3▲            | 1 800 000 | [ 77 ] |
| Suecia         | IFPI Suecia            | Platino       | ▲             | 40 000    | [ 78 ] |
| Suiza          | IFPI Suiza             | Oro           | ●             | 15 000    | [ 79 ] |